# Matrimonio Mauritano
Il Matrimonio Mauritano è un'autentica cerimonia nuziale, celebrata secondo la tradizione delle genti sulcitane. Si tiene a Santadi, nel sud-ovest della Sardegna, ogni anno, la prima domenica del mese di agosto.
Si tratta del più importante matrimonio della tradizione in Sardegna, insieme all'Antico Sposalizio Selargino e a 'S’Antigu Isposongiu' di Busachi.

## Storia del Matrimonio Mauritano
Negli anni '60 del secolo 1900 un gruppo di giovani santadesi ebbe l'idea di riproporre una celebrazione matrimoniale basata sui riti di un tempo, che oramai stavano cadendo in disuso. Ispirandosi anche al Matrimonio Selargino, crearono il Matrimonio Mauritano, in lingua sarda 'Sa Coia Maurreddina'. L'appellativo 'Mauritano' fu scelto perché fin dai tempi antichi le genti del Sulcis erano chiamate proprio 'maurreddinus'. La prima edizione si tenne nel mese di giugno del 1968. A partire dal 1976, per venire incontro al rientro dei santadesi emigrati e per intercettare maggiori flussi turistici, l'evento fu spostato alla prima domenica d'agosto: da allora la data è rimasta immutata.
La cerimonia si tiene a Santadi per rievocare l'importanza che il paese aveva fin dal Medioevo. La villa di Santadi costituiva, insieme a Tratalias, una delle due Cappellanie del Sulcis, nelle quali venivano celebrati i Sacramenti, tra cui i matrimoni: nella Chiesa di San Nicola affluivano persone da tutti i furriadroxius del territorio.
L'evento è oggi organizzato dalla Pro Loco di Santadi, dal Comune di Santadi e da molte altre associazioni e semplici cittadini del paese sulcitano. Nel 2018 si è tenuta la cinquantesima edizione, con gli sposi Gessica Garau e Michele Arceri.

## Perché Mauritano?

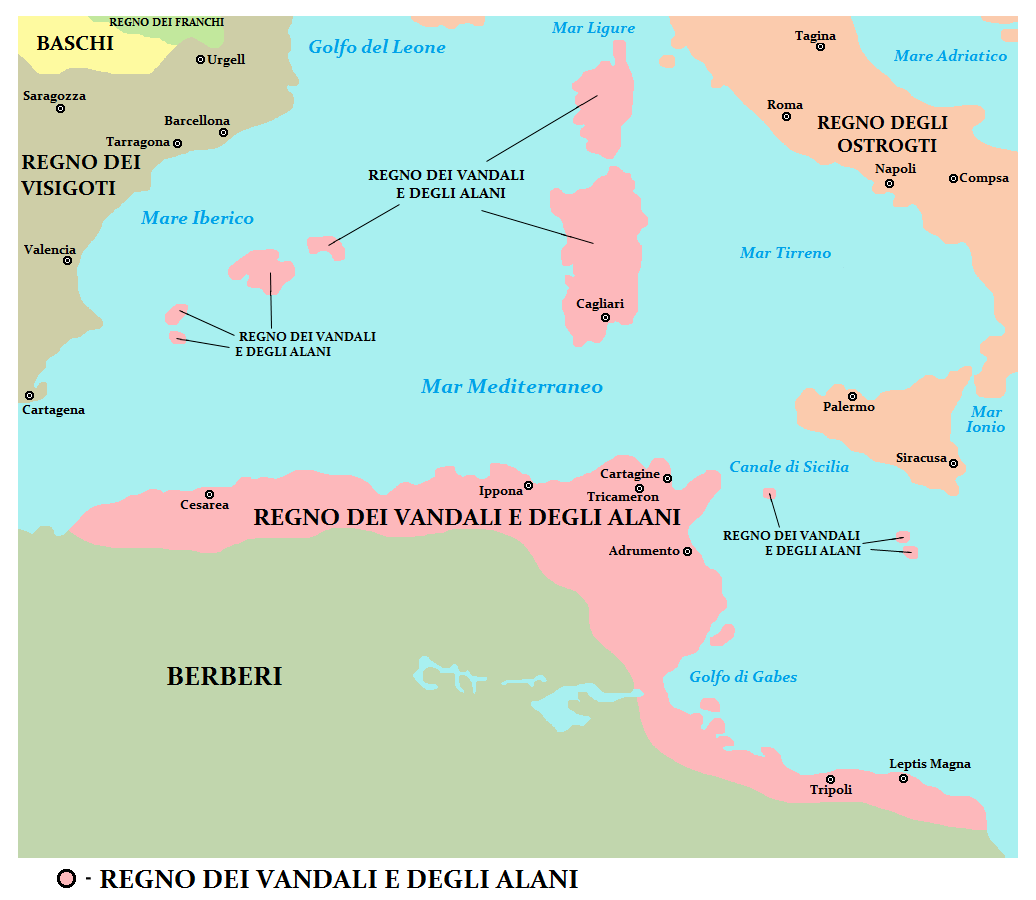
Regno dei Vandali nel VI secolo d.C.

La scelta di chiamare 'Mauritano' il matrimonio tradizionale santadese, come detto in precedenza, deriva dall'appellativo in lingua sarda maurreddinus, in italiano mauritani, il nome con cui le genti del Sulcis erano note fin dall'antichità. 
Secondo una teoria basata su fonti storiche come il Bellum Vandalicum di Procopio, la derivazione sarebbe da Mauri, abitanti della romana Mauretania, corrispondente ai territori settentrionali degli odierni Stati dell'Algeria e del Marocco. In base a questa teoria, all'epoca dell'invasione vandalica della Sardegna e del Nord Africa, nel VI secolo d.C., alcuni di questi Mauri sarebbero stati trasferiti nel Sud-Ovest dell'isola. Da allora i sardi avrebbero preso a chiamare Maureddinus gli abitanti di questa parte della Sardegna.
Secondo un'altra teoria sarebbe però Meureddinus l'appellativo corretto con cui erano noti gli abitanti del sud-ovest sardo, dal termine sardo meurra (merlo), per via del colore scuro degli abiti, quindi si dovrebbe parlare di Coia Meureddina.

## Il matrimonio secondo le antiche tradizioni
Il matrimonio ha sempre avuto grande importanza presso le comunità rurali: si trattava di un'occasione di festa familiare e paesana e di incontro con parenti, amici e conoscenti. In genere il rito si celebrava la domenica, e già il lunedì si riprendeva il duro lavoro nei campi e nelle mansioni domestiche.